# Margno
Margno (lombardul: Margn) település Olaszországban, Lombardia régióban, Lecco megyében. Lakosainak száma 389 fő (2023. január 1.). Margno Crandola Valsassina, Taceno és Casargo községekkel határos.

## Népesség
A település lakossága az elmúlt években az alábbi módon változott:
| Lakosok száma | 385  | 380  | 389  |
|               | 2017 | 2018 | 2023 |